# 洞院公宗
洞院 公宗（とういん きんむね）は、鎌倉時代前期から中期にかけての公卿。左大臣・洞院実雄の長男。官位は従二位・権中納言。

## 下焚きの情
『増鏡』によれば、公宗は同母妹の佶子に特別な思いを抱いていた——まるで燻ぶる暗火のように密やかに恋焦がれ、兄妹の恋は人倫に悖ると知りながらも慕情を断ち切れず、終日涙に暮れていた。佶子の入内（亀山天皇の后宮）の日が近づくにつれ、公宗は我を忘れたように放心状態で過ごし、その様子を見た父・実雄はどうしたものかと心を痛めていたという。

## 経歴
以下、『公卿補任』と『尊卑分脈』の内容に従って記述する。
- 正嘉2年（1258年）1月5日、従三位に叙せられる。同月7日、左中将は元の如し。同年8月7日、春宮権大夫を兼ねる。
- 正嘉3年（1259年）3月8日、正三位に昇叙。同年11月には春宮が践祚したため権大夫を止める。
- 正元2年（1260年）3月29日、駿河権守を兼ねる。
- 文応2年（1261年）2月8日、中宮権大夫を兼ねる。同年8月には皇后宮権大夫に遷る。
- 弘長2年（1262年）7月16日、参議を経ずに権中納言に任ぜられる。同年10月13日、皇后宮権大夫を止める。
- 弘長3年（1263年）2月19日、従二位に昇叙。同年3月21日、腫れ物の病により薨去。

## 系譜
- 父：洞院実雄（1219-1273）
- 母：栄子 - 公審の娘
- 妻：不詳
  - 女子：洞院英子 - 伏見院妃、従三位、章義門院母